# Josef Bommer
Josef Bommer (* 26. März 1923 in Zürich; † 3. November 2019 in Luzern) war ein Schweizer römisch-katholischer Theologe, Geistlicher und Autor.

## Leben
Josef Bommer wurde am 7. Juli 1946 in Chur zum Priester geweiht. Nach dem Weiterstudium und dem Doktorat 1949 an der Pontificia Università San Tommaso d’Aquino wirkte er von 1949 bis 1951 als Vikar in der Zürcher Liebfrauenkirche. Von 1972 bis 1988 lehrte er als Professor für Pastoraltheologie und Homiletik an der Theologischen Fakultät der Universität Luzern. Anschliessend war er Aushilfspriester in Wallisellen, St. Martin in Zürich und in Bassersdorf. 2015 trat er in den Ruhestand.

## Schriften (Auswahl)
- Fastenzeit, heilige Woche. Mödling bei Wien 1979, ISBN 3-85764-083-9.
- Versöhnung als Befreiung. Arbeitsmaterialien zur Buß- und Beichtpraxis. Zürich 1980, ISBN 3-545-21033-2.
- Gemeinde auf dem Weg Jesu. Anregungen und Predigten zu einer neuen Theologie der Gemeinde. München 1988, ISBN 3-7904-0529-9.
- «Mein Weg zu einem menschenfreundlichen Gott.» Ein Gespräch mit Anton Ladner. Zürich 2013, ISBN 978-3-290-20087-9.